# 曹礼
曹 礼（そう れい、? - 229年）は、中国三国時代の魏の皇族。父は曹丕（文帝）。母は徐姫。
黄初2年（221年）、秦公に封じられ、京兆郡を領国とした。翌黄初3年（222年）、領国はそのままで、京兆王に改められた。
『三国志』明帝紀注引『魏略』によると、曹丕は郭皇后に養育されるのを喜ばない曹叡に替えて、曹礼を後継ぎにしようと考えたという。
黄初6年（225年）、元城王に改封された。
太和3年（229年）（『三国志』明帝紀によると夏4月）、死去。元城哀王と諡された。
太和5年（231年）、曹叡（明帝）の命を受け、曹悌（曹楷の子）が跡を継いだ。
| スタブアイコン | サブスタブ | この項目は、まだ閲覧者の調べものの参照としては役立たない、人物に関連した書きかけの項目です。この項目を加筆・訂正などしてくださる協力者を求めています（P:人物伝/PJ:人物伝）。 |